# P.M. Place Stores
P.M. Place Stores, ook bekend als Place's Discount Stores, was een discountwinkelketen gevestigd in Bethany, Missouri, in de Verenigde Staten en eigendom van de werknemers. Het bedrijf was voornamelijk actief in steden met 1.500 tot 4.000 inwoners in Illinois, Iowa, Kansas en Missouri.

## Geschiedenis
P.M. Place Stores werd in 1910 opgericht door Pryor M. Place in Lathrop, Missouri. Place financierde zijn bedrijf door zijn paard, zadel en teugel te verkopen, en verzamelde zijn spaargeld om goederen te kopen om zijn schappen mee te vullen.

## Winkelformaat
De winkels van Place hadden dezelfde afdelingen als de grotere discountwinkels, maar dan op kleinere schaal. Het aantal winkels varieerde van ongeveer 1.500 m² tot 2.500 m². De belangrijkste slogan was "The Best of All... Places", wat te horen was op een opname die herhaaldelijk in hun winkels werd afgespeeld, terwijl er muziek werd afgespeeld en de nieuwste afgeprijsde artikelen werden aangekondigd.

## Uitbreiding
In 1985 breidde het bedrijf zich uit door de overname van Matco/Mattingly Stores, een discountketen gevestigd in Lexington, Missouri.
Place's wilde groeien tot 75 winkels tegen het einde van 2002, maar werd in 2000 voor $ 22 miljoen gekocht door ShopKo. Het bedrijf had toen 49 winkels. ShopKo bouwde de winkels vervolgens om tot Pamida-winkels.
Ten tijde van de ombouw tot Pamida-winkels was Charles M. Place de voorzitter en CEO van Place. Charles Patterson "Pat" Place was voorheen verantwoordelijk voor het bedrijf.
Om de distributieactiviteiten van Pamida te stroomlijnen, werd begin 2002 het ditributiecentrum in Bethany, voorheen het magazijn van The Place, gesloten.